# Aktinolit
Aktinolit (Kirwan, 1794), chemický vzorec Ca2(Mg,Fe2+)5{(OH)|Si4O11}2, je jednoklonný minerál ze skupiny klinoamfibolů.

## Morfologie

### Morfologie krystalů
Tvoří dlouze sloupcovité až jehlicovité krystaly. Dvojčatí jednoduše nebo polysynteticky podle {100}; někdy uváděno dvojčatění i podle {010} a podle {-1.0.1}. Morfologie viz Amfibol

### Morfologie agregátů
Krystaly, zrnité masy, porfyoblasty, hedvábné a jehlicovité agregáty, paralelně vláknité masy (azbesty) a vláknitě snopkovité útvary (byssolit)

## Strukturní údaje

### Mřížkové parametry
ao=9,779 - 9,803, bo=18,021 - 18,083, co=5,285 - 5,292, β=104°18’ - 104°21’ (pro aktinolity s nižším obsahem Ca), Z=2

### Prostorová grupa
C2/m

### Popis struktury
Izostrukturní s tremolitem. Mg v oktaedrických pozicích je částečně nahrazován Fe2+.

### Atomové pozice
http://database.iem.ac.ru/mincryst/rus/s_carta.php?ACTINOLITE+6208
http://database.iem.ac.ru/mincryst/rus/s_carta.php?ACTINOLITE+6209
http://database.iem.ac.ru/mincryst/rus/s_carta.php?ACTINOLITE+6210
http://database.iem.ac.ru/mincryst/rus/s_carta.php?ACTINOLITE+6211

### Difrakční linie
(PDF 41-1366, 25-157): 8,47(70,110); 4,91(70,1.1.-1); 3,401(80,131); 3,143(70,310); 2,959(70,3.3.-1); 2,719(100,151); 2,543(100,2.0.-2);

## Fyzikální vlastnosti
http://www.webmineral.com/data/Actinolite.shtml

### Neoptické
T=5-6, h=3,03-3,24, h(vyp.)=3,07, štěpnost dobrá podle {110} s úhly štěpných trhlin 56° a 124°; odučnost podle {100}, křehký, ve vláknitých agregátech houževnatý. Před dmuchavkou se obtížně taví, tvoří šedozelené nebo zelenočerné sklo.

### Optické

#### Makroskopické
Barvu má jasně zelenou až šedozelenou, vryp bílý, lesk skelný, hedvábný

#### Mikroskopické

##### V procházejícím světle
V tenkých vrstvách a výbrusech je bezbarvý, světle až tmavě zelený. Opticky dvojosý (-), pleochroismus má slabý s X - světle žlutý, žlutozelený, Y - světle žlutozelený, zelený, Z - světle zelený, tmavě zelenomodrý, optická orientace Y=b, Z/c = 14°-18,5°, disperze r < v slabá. Np=1,613 - 1,646, Nm= 1,624 - 1,656, Ng=1,636 - 1,666

## Chemické vlastnosti

### Rozpustnost
S kyselinami téměř nereaguje

## Administrativní údaje

### Původ názevu minerálu
αχτις (aktis) – paprsek a λιθος (litos) – kámen

### Uložení typového materiálu
neuvedeno

### Status IMA
- G – uznané nerosty popsané před založením komise (grandfathered)
- A – schválený (approved)

### Systematické zatřídění
66.1.3a. Ca-amfiboly (Dana); VIII.F.10. Skupina amfibolů, série tremolit – sadanagaitu (Strunz)

### Synonyma
actynolin, actinote, Strahlstein, pilite, silbőlite, glassy actinolite (jasně zelené, dlouze sloupcovité krystaly), strahlite, strellite, zillerthite

## Vznik a výskyt
Horninotvorný minerál metamorfovaných bazických hornin facie zelených břidlic, vyskytuje se v hydrotermálně přeměněných magmatických a metamorfovaných horninách, někdy je jeho vznik spojen se vznikem magnetitových nebo Cu-Ni rud. Vyhlášené jsou jeho ukázky z Zermattu ve Švýcarsku a z Rakouských lokalit (Mt. Greiner, Zillertal a Untersulzbachtal).
V Česku jsou známé překrásné agregáty jehlicovitého až sloupcovitého aktinolitu z vrchu Smrčina (u Sobotína na Šumpersku). V první polovině 20. byl nalezen též v katastru obce Barovice v Železných horách.

## Přeměny
Při progresivní metamorfóze bývá zatlačován hornblendem; některé aktinolity bývají chloritizovány

## Odrůdy
- aktinolitový azbest paralelně vláknitý aktinolit. Od tremolitového azbestu se liší vysokým obsahem železa
- aktinolitový byssolit snopkovité agregáty vláknitého aktinolitu, někdy znám také pod synonymem actinolitic zillerite
- manganatý aktinolit ze skarnů Mn-ložiska Kaso v Japonsku, obsahuje do 7,38 % MnO.
- smaragdit zelená Cr – odrůda
- nefrit – zelená masivní odrůda

## Praktický význam
Dříve využívány vláknité odrůdy - aktinolitové azbesty

## Podobné minerály
akmit, epidot, turmalín